# Montserrat Nebrera i González
Montserrat Nebrera i González (Barcelona, 11 de juliol de 1961) és una advocada i política catalana. Llicenciada en dret, filosofia política i filologia clàssica, exerceix de professora de Dret constitucional a la Universitat Internacional de Catalunya. Va ser diputada al Parlament de Catalunya pel Partit Popular de Catalunya (PPC) fins a la seva renúncia al càrrec l'octubre de 2009.

## Carrera professional
Va compaginar la docència a la Universitat Internacional de Catalunya amb el càrrec de directora d'Estudis socials a l'Institut Cambó, i que abandonà després de presentar-se com a candidata del PPC en les eleccions al Parlament de Catalunya de 2006. Ha col·laborat en diversos mitjans de comunicació, com per exemple El matí de Catalunya Ràdio, 8tv, entre d'altres.

## Trajectòria política
Fou escollida diputada pel Partit Popular de Catalunya a les eleccions al Parlament de Catalunya de 2006. Va pertànyer a dues comissions parlamentàries, com a presidenta de la Comissió de Justícia, Dret i Seguretat i com a portaveu de la Comissió d'Interior i d'Immigració en el Parlament de Catalunya. El 18 d'abril de 2008 va presentar la seva candidatura a la presidència del PPC. Finalment, el 5 de juliol d'aquest any aconsegueix el suport d'una mica més del 43% dels compromissaris del seu partit, enfront d'una candidatura de consens representada per Alicia Sánchez-Camacho i propiciada des de la Direcció Nacional pel seu president Mariano Rajoy.
El 19 d'octubre del 2009 va anunciar la renúncia al seu escó en el Parlament de Catalunya i la seva marxa del PP i l'inici d'un nou projecte polític. El 16 de setembre de 2010 va anunciar que es presentaria a les eleccions al Parlament del 28 de novembre amb el partit Alternativa de Govern. El juliol de 2014 es va fer públic que seria la futura alcaldable a Sant Just Desvern per Convergència i Unió, amb el suport del 74% de l'Assemblea local de militants, substituint Llorenç Rey, el darrer cap de llista local.

### Polèmiques
El gener de 2009 va ser la protagonista d'una intensa polèmica en criticar l'"accent" de la ministra de Foment, Magdalena Álvarez, amb motiu dels problemes esdevinguts a l'aeroport de Barajas en els dies anteriors. Aquestes declaracions van causar una gran polèmica, especialment a Andalusia. També va ser desautoritzada pel secretari general del PP de Catalunya, Jordi Cornet i Serra, mentre que el PP d'Andalusia li demanava que abandonés el partit. Tot i que Nebrera es va desdir de les seves paraules, el PP de Catalunya li va obrir un expedient.
Nebrera va ser expedientada novament el març de 2009 per les seves crítiques cap a la gestió d'Alicia Sánchez-Camacho, a la qual va titllar de "farisea".